# Estadi Johan Cruyff
Estadi Johan Cruyff är en fotbollsarena i Sant Joan Despí, strax väster om Barcelona (i Katalonien, Spanien). Den är huvudarena i Ciutat Esportiva Joan Gamper, FC Barcelonas träningsanläggning. 
Stadion, som har 6 000 åskådarplatser, invigdes 2019. Den ersatte då Mini Estadi, klubbens näst största arena som var tänkt att rivas i samband med en planerad ombyggnad av Camp Nou med omgivningar. Arenan har namn efter Johan Cruijff, tidigare spelare och tränare i FC Barcelona, och den används som hemmaplan för både klubbens damsektion – FC Barcelona Femení – och reservlaget FC Barcelona B.

## Historia och utformning
Bygget av arenan var planerat sedan länge. Den är del av Ciutat Esportiva Joan Gamper, träningsanläggningen som invigdes 2006 på mark som varit i klubbens ägo sedan 1989. 2013 inköptes den kompletterande fastighetsytan i ena ändan av anläggningen, där man sedan byggde arenan. 2015 levererade arkitektbyrån Batlle i Roig Arquitectes planen för bygget, som därefter genomfördes från september 2017 till 2019. Estadi Johan Cruyff invigdes 27 augusti 2019. 
Arenans 6 000 sittplatser är fördelade på en huvudläktare och tre mindre, omslutande läktare. Alla sittplatserna ligger under skyddande tak. Arenan är inte belägen i själva kommunen Barcelona utan i Sant Joan Despí, strax väster om kommungränsen och i anslutning till dalen där floden Llobregat rinner. 
Estadi Johan Cruyff används sedan starten som hemmaplan för klubbens sidolag, inklusive damsektionen och herrarnas B-lag. Den har färre åskådarplatser än Mini Estadi – 6 000 gentemot dryg 15 000 – men anses mer anpassad till de här sidosektionernas normala åskådarbehov. 
Detta till trots har särskilt damlaget på senare år fått ökad uppmärksamhet, i takt med lagets stora framgångar (2021 vann man den inhemska ligan överlägset, liksom Uefa Women's Champions League). Detta har lett till att damlaget vid en del stora matcher valt att istället spela på Camp Nou. 